# Sibel Tüzün
Sibel Tüzün (ur. 29 września 1971 w Stambule, Turcja), turecka piosenkarka pop/rock.
Sibel Tüzün reprezentowała Turcję w Konkursie Piosenki Eurowizji w 2006 roku w Atenach z piosenką Süper Star (Superstar). Piosenkę tę nagrała także w języku angielskim i greckim, jednak telewizja TRT zdecydowała się na tureckojęzyczną wersję tej piosenki. Mimo że wiele ludzi uważało piosenki w języku tureckim za lepsze Sibel zakończyła występ na 11 miejscu.
Obecnie Sibel pracuje na swoim kolejnym albumem "Saten". Pod tym tytułem będzie występował jedynie na terenie Turcji. Natomiast w Europie będzie występował pod tytułem "Satin".
Sibel Tüzün zna trzy języki: turecki, angielski i trochę greckiego.

## Dyskografia
Albumy:
- Ah Biz Kızlar (Oh, us girls) (1992)
- Nefes Keser Asklar (Love that takes your breath away) (1995)
- Hayat Buysa Ben Yokum Bu Yolda (If This Is Life, I'm Not In) (1998)
- Yine Yalnızım (Alone Again) (2002)
- Kırmızı (Red) (2003)
- Kıpkırmızı (Crimson red) (2004)
- Saten (Satin) (2006)

Single:
- Seviyorum Seveceğim (I love and will love) (2005)
- Süper Star Super star (2006)